# Ruud Van Akkeren

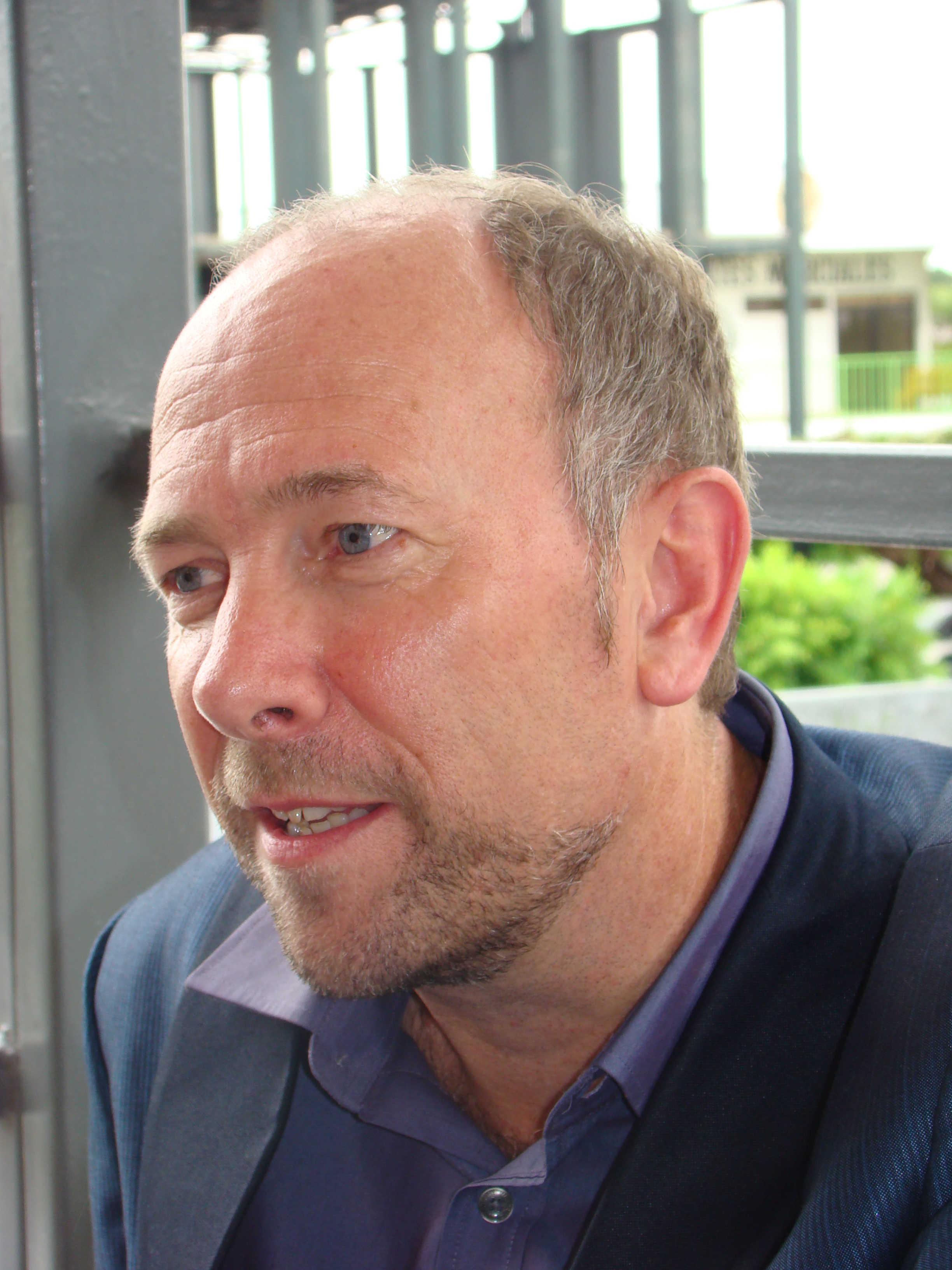
Ruud van Akkeren 2012.

Ruud van Akkeren es un antropólogo, etnohistoriador y escritor holandés, especializado en los documentos indígenas del altiplano de Guatemala, tales como el Popol Vuh, el Rabinal Achí y el Memorial de Sololá. Aprendió k'iche' y kaqchikel para poder estudiarlos en su idioma original. Publicó también una novela histórica de suspense llamada La Danza del Tambor, obra situada en el mismo altiplano maya.

## Vida
Ruud van Akkeren nació en Bodegraven, Holanda. Estudió antropología en la Universidad de Wageningen (Agrarische Universiteit Wageningen).
Durante sus estudios, Akkeren desarrolló interés por el drama y el ritual. Hizo trabajo de campo en el Teatro Experimental de Cali (TEC), Colombia; recibió clases en París con el dramaturgo brasileño Augusto Boal y tomó varios cursos de danza, drama y mimo. Encontró lo que él llama su "verdadera vocación" mientras vivía en un pueblo Mexicano en las faldas del volcán Malintzin. Un grupo de teatro campesino llamado Xicotencatl que hacía sketches sobre conflictos cotidianos con instancias estatales, también representaba una danza antigua de un matrimonio en lengua náhuatl. Eso lo fascinó y lo llevó a estudiar el teatro precolombino. El resultado fue su tesis de maestría llamado "Ritual y Drama", haciendo una comparación antropológica entre las raíces del teatro mesoamericano y el griego.
Fue el estudio del teatro precolombino lo que lo llevó inevitablemente a la obra de teatro maya más importante, el Rabinal Achí. Aparentemente, este antiguo texto K'iche' le atrajo tanto que quiso hacer su tesis doctoral sobre este baile-drama. Se propuso aprender el idioma original en que fue escrito para leerlo y traducirlo él mismo. Decidió trasladarse a Guatemala, en donde rentó una casa en Rabinal para comenzar su investigación. Para sostenerse económicamente guiaba grupos de turistas holandeses en México y Guatemala. Estos viajes le ayudaron para profundizar su conocimiento del área mesoamericana, pues le hizo visitar todos los sitios arqueológicos y museos más importantes, como Teotihuacán, Chichén Itzá, Monte Albán, Copán, Tikal o Iximché más de 30 veces.
Pasó alrededor de 3 años viviendo en Rabinal, hasta acopiar suficiente material para escribir su tesis doctoral, trabajando con el actual maestro de la danza Rabinal Achí. Recopiló también otros textos indígenas de bailes-dramas y temas relacionados que según él todavía necesitan publicarse. Recibió entonces una beca de la Universidad de Leiden (Holanda), y se graduó en el 2000. La tesis se convirtió luego en un libro: 'Place of the Lord's Dauther: Rabinal, its history, its dance-drama'. (Lugar de la hija del señor: Rabinal, su historia, su baile-drama), el cual está publicado únicamente en inglés.
Desde entonces, Ruud van Akkeren alternaba su vida: 7 meses en Guatemala y 5 meses en Holanda, en donde impartió cursos sobre las culturas mesoamericanas en la Vrije Universiteit de Ámsterdam y la Erasmus Universiteit de Rotterdam.
En Guatemala ha trabajado en proyectos educativos financiados por organizaciones como UNESCO o la Cooperación holandesa, alemana y noruega en Guatemala, en los que comparte sus conocimientos sobre historia y cosmovisión maya con docentes, estudiantes universitarios, profesionales, catequistas y guías espirituales; mayas muchos de ellos. Ha dado cursos, talleres y diplomados en lugares tan diversos como Huehuetenango, Nebaj, Quetzaltenango, Sololá, Tecpán, Santa Lucía Cotzumalguapa, Guatemala, Chiquimula, Área Polochic, Rabinal y Cobán. Su metodología es enfocarse en cada región, en la historia prehispánica y la cosmovisión local, dando espacio para que los estudiantes investiguen sus propias tradiciones y dejando material didáctico para las escuelas. Desde el 2010 vive más permanentemente en Guatemala, en la ciudad de Cobán, Alta Verapaz.
Asesoró al Ministerio de Cultura y Deportes ante la Unesco cuando se propuso que el Rabinal Achi fuera declarado Patrimonio Intangible de la Humanidad. En 2005 este baile-drama obtuvo tal categoría.

## Obra
La obra de Akkeren es vasta en contenido y rigurosa en cuanto a las fuentes y exactitud de la información. Sus conclusiones y aportes han revolucionado algunos conceptos que se tenían sobre los pueblos mayas. Pone mucho énfasis en el papel que los apellidos y las familias juegan en la fundación y dominio de las ciudades. Su visión se centra en la idea del Chinamit, una unidad básica de organización social, similar a un linaje o clan.

Van Akkeren asegura que el Chinamit, basado en los linajes familiares, es la base de las sociedades del postclásico maya (y tal vez de antes) y explican muy bien cómo se organizaban. A través de estos estudios van Akkeren ha logrado descifrar y explicar las migraciones, las alianzas comerciales y la fundación de nuevas ciudades.  

Según sus investigaciones aún posible rastrear esos linajes hasta hoy, a través de los apellidos de los actuales pobladores de las regiones mayas. 

### Esencia del baile-drama Rabinal Achí
Siempre que se acerca la feria de San Pablo Rabinal (20-25 de enero) y la representación del Rabinal Achi, la prensa guatemalteca publica siempre el mismo comentario: “es un baile-drama que narra un conflicto político entre Rabinal y Quiché”. Según Akkeren, esto es cierto, pero no lo es todo.
El sostiene que los mayas de Rabinal no han preservado por cinco o seis siglos –con gran esfuerzo y en secreto– un baile-drama que sólo representa un oscuro conflicto del siglo XV. El significado político es solo un cuarto de su esencia. Es un baile-drama mucho más profundo: el Rabinal Achi es un drama de la creación que en su época marcaba el fin de un ciclo calendárico de 52 años, llamado la Rueda Calendárica.

### Nuevas ideas sobre la historia prehispánica del Altiplano guatemalteco
Desde hace más de 15 años Ruud van Akkeren viene formulando sus ideas sobre la época posclásica del Altiplano de Guatemala. Difieren del modelo planteado en la década de 1970 por Robert Carmack y sus estudiantes, como John Fox que postulan que durante el Postclásico Temprano, los k’iche’s junto con los tz’utujiles, kaqchikeles, rabinales y otros grupos arribaron al Altiplano, provenientes de la costa del Golfo de México, migrando a lo largo de la cuenca del Río Usumacinta. Esa teoría está basada en el modelo historiográfico que emplearon los autores indígenas de los documentos del siglo XVI.
Según van Akkeren esta es una deformación de la historia. Él ha propuesto otro método de investigación, que no parte del nivel de gentilicios k'iche' y kaqchiquel sino del nivel de los linajes y chinamitales. Él lo llama una Historia de Linaje. Así ha logrado demostrar que las confederaciones postclásicas nunca migraron juntas ni como grupos enteros hacia el Altiplano, ni tampoco bajo los etnónimos que asumieron después.
Él postula, luego de un análisis de todos los documentos indígenas a nivel de linaje y chinamital, que las confederaciones postclásicas se formaron sobre la base de tres grupos originarios de la época clásica: mayas de las grandes ciudades de Petén, mayas del Altiplano mismo y grupos mayas y pipiles de la costa pacífica. Estas confederaciones que empiezan a surgir desde el siglo XI, asumieron su nombre político como tz’utujil, k’iche’ o kaqchikel solo desde aquel momento. Estos nombres iban a servir luego como los etnónimos que todavía hoy se utilizan en la región.

### Novela: La Danza del Tambor
La Danza del Tambor es una novela histórica de suspense. Toma lugar en el pueblo Rabinal 20 años después de la conquista, durante los últimos trece días del calendario maya. Cada capítulo es un día, trece días, trece capítulos, llevando al lector poco a poco a la noche ominosa en que los mayas solían representar su ritual de sacrificio, La Danza del Tambor- los últimos días del calendario maya.
A lo largo de su carrera ha publicado los siguientes artículos:
- “The Scorpion and the Turtle”, publicado en Texas Notes on Precolumbian Art, Writing, and Culture n.º 73, CHAAAC, University of Texas at Austin. 1995
- “Las Referencias Históricas dentro del Drama Rabinal Achi de Guatemala” publicado en Folklore Americano, n.º 58, julio de 1994-diciembre de 1997, Instituto Panamericano de Geografía e Historia, México. 1997.
- “The Monkey and the Black Heart – Polar North in Ancient Mesoamerica”, en Memorias del Tercero Congreso Internacional de Mayistas (julio de 1995). Instituto de Investigaciones Filológicas, Centro de Estudios Mayas, Universidad Nacional Autónoma de México, México. 1998.
- “Sacrifice at the Maize Tree. Rabinal Achi in its Historical and Symbolical Context”, en Ancient Mesoamerica, No. 10: 281-295, Cambridge University Press. 1999.
- “El Baile-Drama Rabinal Achi. Sus Custodios y Linajes de Poder”, en Mesoamérica Año 21, No. 40: 1-39, Plumsock Mesoamerican Studies & CIRMA. 2000.
- “Sipakna en Rab’inal ”, en Memorias del II Congreso Internacional sobre el Pop Wuj. Centro de Estudios Mayas Timach, Quetzaltenango. 2000.
- “How Our Mother Beloved Maiden was saved from an untimely death.” A christianized version of the Xkik’ tale of the Popol Wuj. Report for the Foundation for the Advancement of Mesoamerican Studies Inc. URL: http://www.famsi.org/reports/00010/index.html. 2002.
- “Lugar del Cangrejo o Caracol: la Fundación de Rab’inal-Tequicistlán, Guatemala”, en Mesoamérica Año 23, No. 44 (diciembre): 54-81, Plumsock Mesoamerican Studies & CIRMA. 2002.
- “El lugar donde salió el primer Sol para los K’iche’: Jakawits, su nueva Ubicación”, en XV Simposio de Investigaciones Arqueológicas en Guatemala, 2001, Tomo I: 3-14, Juan Pedro Laporte, Héctor Escobedo y Bárbara Arrayo eds., Ministerio de Cultura y Deportes, Instituto de Antropología e Historia, Asociación Tikal, Guatemala. 2002.
- “Kawinal or Forty Place. Stop on an Ancient Trade-Route”, en Misceláneas En honor a Alain Ichon, Charlotte Arnauld, Alain Breton, Marie-France Fauvet-Berthelot y Juan Antonio Valdes eds., 115-139, Caudal, Guatemala. 2003.
- “Authors of the Popol Wuj”, en Ancient Mesoamerica, No. 14: 237-256, Cambridge University Press. 2003.
- “Tecum Umam, ¿Personaje Mítico o Histórico?”. Ciclo de Conferencias 2004, Museo Popol Vuh, https://web.archive.org/web/20081113040911/http://www.popolvuh.ufm.edu.gt/AkkerenTU.pdf. 2003.
- “Hoe de Heren van de Onderwereld verslagen werden”, en In de Ban van het Kwaad. Het Kwaad in Religieuze Verhalen Wereldwijd. pags. 277-289, Uitgeverij Meinema Zoetermeer, (traducción y comentarios sobre un fragmento del Popol Vuh [folios 29r-32v]). 2004.
- “Conociendo a los pipiles de la costa pacífica de Guatemala. Un Estudio Etnohistórico de Documentos Indígenas y Documentos del AGCA.” En XVIII Simposio de Investigaciones Arqueológicas en Guatemala, 2004, Juan Pedro Laporte, Héctor Escobedo y Bárbara Arrayo eds., Ministerio de Cultura y Deportes, Instituto de Antropología e Historia, Asociación Tikal, Guatemala. 2004.
- “El Chinamit y la Plaza Postclásica. La Arqueología y la Etnohistoria en busca del papel de la Casa del Consejo”. En XIX Simposio de Investigaciones Arqueológicas en Guatemala, 2005, Juan Pedro Laporte, Héctor Escobedo y Bárbara Arrayo eds., Ministerio de Cultura y Deportes, Instituto de Antropología e Historia, Asociación Tikal, Guatemala. 2006.
- “Tzuywa, Place of the Gourd”, en Ancient America Nos. 8-9: 36-73, Boundary End Archaeological Research Center, Barnardsville, N.C. USA. 2006.
- “Título de los Señores de Sacapulas”. Crónicas Mesoamericanas I, 59-92 pp. Guatemala: Universidad Mesoamericana. 2008
- Sitios Arqueológicos de la Cuenca Media del Río Negro. Sumergidos, pero no olvidados. Paneles informativos para el Centro Histórico y Educativo Río Negro "Riij Ib'ooy". 2008. http://www.rio-negro.info/che/sitios.html
- “Título de los indios de Santa Clara la Laguna”, Crónicas Mesoamericanas II, 69-86 pp. Guatemala: Universidad Mesoamericana. 2009
- “Fray Domingo de Vico. Maestro de autores indígenas”. The Mayan Studies Journal / Revista de Estudios Mayas, 2(7): 1-6.1 de octubre de 2010. https://archive.today/20120629021741/http://mayanarchives-popolwuj.osu.edu/
- “El etnohistoriador y sus fuentes. El caso de la conquista de Chacujal, ciudad desconocida del Polochic”. Mesoamérica Año 31, No. 52: 171-181. Guatemala: CIRMA y Plumsock Mesoamerican Studies, enero-diciembre. 2010.
- “Rabinal Achí – La Danza del Tambor. Ensayo Sobre el Significado Histórico y Cosmovisional del Texto Antiguo”. La danza del tambor – los últimos días del calendario maya, 403-412 pp. Guatemala: Editorial Piedra Santa. 2011.
- “Fray Domingo de Vico. Maestro de autores indígenas”. Cosmovisión Mesoamericana, 83-117 pp. Guatemala: Universidad Mesoamericana. 2011.
- “Fray Francisco Ximénez. Del Popol Wuj al k’iche’-centrismo”. Cosmovisión Mesoamericana, 183-221 pp. Guatemala: Universidad Mesoamericana. 2011.
- “Jaguar Bebé como Pelota. Nueva Contribución a un Tema Clásico Maya”. XXV Simposio de Investigaciones Arqueológicas en Guatemala, 2011. Héctor Escobedo y Bárbara Arroyo, editores. Guatemala: Ministerio de Cultura y Deportes, Instituto de Antropología e Historia, Asociación Tikal. 2012.
- “Xib’alb’a y el nacimiento del nuevo sol. Transiciones calendáricas y el Popol Wuj”. Oxlajuj B’aktun, la cuenta de los días. Galería – Guatemala: 76-81 pp. Fundación G&T Continental 2012.
- “Historia y Cosmovisión de la Franja del Polochic, Verapaz, Guatemala”. La presencia histórica de la Orden de Predicadores en Chiapas y Guatemala. México: Instituto Dominicano Querétaro.2013.
- “From Atonal to Toj. How a Mexican Lineage from the Pacific Coast became Maya”. Archaeology and Identity in Southeastern Mesoamerica. Garcia-Des Lauriers, Claudia and Michael Love (Editors), University of Utah Press. 2013.

Libros:
- Place of the Lord’s Daughter. Rab’inal, its History, its Dance-Drama. Research School for Asian, African and Native American Studies/CNWS. Publication No 91, Universiteit Leiden, The Netherlands, 2000
- Winaq re Juyub’ Taq’aj: Gente de los Cerros y Valles. Una Sucinta Historia Prehispánica del Altiplano de Guatemala. Serie de Cuadernos Pedagógicos de Educación Maya y Bilingüe e Intercultural No 4. Proyecto Movilizador de Apoyo a la Educación Maya, UNESCO/PROMEM/Países Bajos, 2002.
- Chi Raqan Unimal Tz’aq Unimal K’oxtun. Rabinal en la Historia. Memoria del Diplomado Cultural, Museo Comunitario Rabinal Achi. Rabinal, Guatemala, 2003.
- Xajooj Keej: Baile del Venado de Rabinal, en coautoría con Bert Janssens. Museo Comunitario Rabinal Achi. Rabinal & Cholsamaj-Nawal Wuj, Guatemala, 2003
- Ixil, Lugar del Jaguar. Historia y Cosmovisión Ixil. Cooperación Alemana para el Desarrollo, GTZ. Serviprensa S.A. Guatemala, 2005.
- La Visión Indígena de la Conquista. Centro de Investigaciones Regionales y Mesoamericanas. Serviprensa, Guatemala, 2007.
- La danza del Tambor. Los últimos días del Calendario Maya. (Novela) Editorial Piedra Santa. Guatemala. 2011.
- Xib'alb'a y el nacimiento del Nuevo Sol. Una visión posclásica del colapso maya Editorial Piedra Santa. Guatemala. 2012.
- Los mayas nunca se fueron, hoy hablan Q'eqchi'. Editorial Piedra Santa. Guatemala. 2021.

## Influencia
El trabajo de Ruud van Akkeren es ampliamente reconocido por epigrafistas, etnohistoriadores, arqueólogos y estudiosos del área mesoamericana. Sus obras han sido utilizadas por varios investigadores y de alguna manera ha influenciado el trabajo de algunos de ellos, tales como:
1. Oswaldo Chinchilla Mazariegos[9]
2. Allen J. Christenson[10]
3. Arthur A. Demarest
4. Bert Janssens[11]
5. Robert Carmack[7]
6. William Saturno[12]